# Longny-au-Perche
Longny-au-Perche és un municipi francès situat al departament de l'Orne i a la regió de Normandia. L'any 2007 tenia 1.625 habitants.

## Demografia

### Població
El 2007 la població de fet de Longny-au-Perche era de 1.625 persones. Hi havia 668 famílies de les quals 232 eren unipersonals (84 homes vivint sols i 148 dones vivint soles), 216 parelles sense fills, 160 parelles amb fills i 60 famílies monoparentals amb fills.
La població ha evolucionat segons el següent gràfic:
Habitants censats

### Habitatges
El 2007 hi havia 981 habitatges, 691 eren l'habitatge principal de la família, 191 eren segones residències i 99 estaven desocupats. 688 eren cases i 163 eren apartaments. Dels 691 habitatges principals, 421 estaven ocupats pels seus propietaris, 253 estaven llogats i ocupats pels llogaters i 16 estaven cedits a títol gratuït; 22 tenien una cambra, 67 en tenien dues, 142 en tenien tres, 215 en tenien quatre i 244 en tenien cinc o més. 309 habitatges disposaven pel capbaix d'una plaça de pàrquing. A 365 habitatges hi havia un automòbil i a 196 n'hi havia dos o més.

### Piràmide de població
La piràmide de població per edats i sexe el 2009 era:
| Homes | Edats   | Dones |
| ----- | ------- | ----- |
| 4     | 95 o +  | 8     |
| 8     | 90 a 94 | 20    |
| 28    | 85 a 89 | 20    |
| 4     | 80 a 84 | 12    |
| 40    | 75 a 79 | 52    |
| 48    | 70 a 74 | 60    |
| 52    | 65 a 69 | 68    |
| 32    | 60 a 64 | 36    |
| 28    | 55 a 59 | 40    |
| 64    | 50 a 54 | 56    |
| 48    | 45 a 49 | 56    |
| 40    | 40 a 44 | 32    |
| 64    | 35 a 39 | 48    |
| 48    | 30 a 34 | 64    |
| 40    | 25 a 29 | 32    |
| 36    | 20 a 24 | 28    |
| 56    | 15 a 19 | 52    |
| 68    | 10 a 14 | 24    |
| 64    | 5 a 9   | 44    |
| 20    | 0 a 4   | 44    |

## Economia
El 2007 la població en edat de treballar era de 884 persones, 642 eren actives i 242 eren inactives. De les 642 persones actives 557 estaven ocupades (301 homes i 256 dones) i 85 estaven aturades (50 homes i 35 dones). De les 242 persones inactives 90 estaven jubilades, 66 estaven estudiant i 86 estaven classificades com a «altres inactius».

### Ingressos
El 2009 a Longny-au-Perche hi havia 702 unitats fiscals que integraven 1.518 persones, la mediana anual d'ingressos fiscals per persona era de 15.020,5 €.

### Activitats econòmiques
Dels 119 establiments que hi havia el 2007, 5 eren d'empreses extractives, 3 d'empreses alimentàries, 2 d'empreses de fabricació de material elèctric, 11 d'empreses de fabricació d'altres productes industrials, 11 d'empreses de construcció, 31 d'empreses de comerç i reparació d'automòbils, 4 d'empreses de transport, 8 d'empreses d'hostatgeria i restauració, 7 d'empreses financeres, 8 d'empreses immobiliàries, 8 d'empreses de serveis, 13 d'entitats de l'administració pública i 8 d'empreses classificades com a «altres activitats de serveis».
Dels 38 establiments de servei als particulars que hi havia el 2009, 1 era una oficina d'administració d'Hisenda pública, 1 gendarmeria, 1 oficina de correu, 4 oficines bancàries, 1 funerària, 4 tallers de reparació d'automòbils i de material agrícola, 1 autoescola, 3 paletes, 3 guixaires pintors, 2 fusteries, 1 lampisteria, 1 electricista, 4 perruqueries, 5 restaurants i 6 agències immobiliàries.
Dels 14 establiments comercials que hi havia el 2009, 1 era un hipermercat, 1 una gran superfície de material de bricolatge, 2 fleques, 2 carnisseries, 1 una peixateria, 1 una llibreria, 1 una botiga d'equipament de la llar, 1 una sabateria, 2 drogueries i 2 floristeries.
L'any 2000 a Longny-au-Perche hi havia 50 explotacions agrícoles que ocupaven un total de 1.743 hectàrees.

## Equipaments sanitaris i escolars
L'únic equipament sanitari que hi havia el 2009 era una farmàcia.
El 2009 hi havia 1 escola maternal i 2 escoles elementals. Longny-au-Perche disposava d'un col·legi d'educació secundària amb 172 alumnes.

## Poblacions més properes
El següent diagrama mostra les poblacions més properes.